# La Mine, musée du carreau Wendel
Le musée du carreau Wendel « La Mine » est implanté sur deux sites voisins, le carreau Wendel et le carreau Vuillemin situé à Petite-Rosselle dans la région historique de Lorraine (Grand Est). Ces deux fosses appartenaient, avant la nationalisation de 1946, à la Compagnie des houillères de Petite-Rosselle. Même s'ils étaient voisins, ces deux sièges d’extractions exploitaient deux gisements différents séparés par une faille. Il est actuellement le site charbonnier le plus complet conservé en France, et constitue l'un des trois points d'ancrage français de la Route européenne du patrimoine industriel.

## Histoire
Initialement découvert en Sarre, le gisement houiller Sarrois-Lorrain fut exploité côté français à partir de 1856 à Petite-Rosselle, en Moselle. La concession est tenue par Charles de Wendel et James Georges Tom Hainguerlot. La famille de Wendel était alors à la tête de l'empire sidérurgique français.

### Les deux fosses avant la nationalisation
Un sondage est réalisé en 1856 non loin du futur puits Wendel n°2. Plus tard, de 1862 à 1864 est creusé le puits de l'Urselsbrunn sur l'emplacement du sondage, c'est un puits de recherche de 138 mètres de profondeur.
Le fonçage du puits Wendel no 1 commence en 1865, il sera mis en service trois ans plus tard. Le fonçage du puits Wendel no 2 commence la même année sur l'emplacement du puits de l'Urselsbrunn. Il est achevé à 218 mètres en octobre 1871, il assure l'aérage de l'exploitation.
Le fonçage du puits Vuillemin no 1 commence en 1867, il  entrera en exploitation en 1876. Le second puits de la fosse Vuillemin est foncé de 1881 à 1889.
Le 26 novembre 1876, un violent incendie se déclara dans la veine Henri au puits Wendel, il faudra condamner cette portion de la mine avec des barrages. Cet incendie ne sera éteint que trois ans plus tard.
En 1935, la découverte d'un gisement de charbon gras en grande profondeur permet le creusement du puits Wendel no 3.

### Les deux fosses après la nationalisation
Les charbonnages sont nationalisés après la guerre en 1946, le carreau Wendel est modernisé. Interrompus par la Seconde Guerre mondiale, les travaux de creusement du puits Wendel no 3 reprennent en 1947. Ils sont achevés en 1952 à 900 mètres de profondeur.
Les puits Vuillemin no 1 et Wendel no 1 sont ravalés et modernisés de 1950 à 1955. Ils reçoivent de nouveaux chevalements métalliques et des machines d'extraction électrique à tambour bicylindroconique Venot actionné par des moteurs ALSTHOM de 3 160 cv. Le puits Wendel no 2 reçoit une installation similaire mais avec une poulie Koepe et un skip de 10,5 t pour remonter le charbon.
En 1953, le puits Wendel no 3 entre en service, son chevalement est équipé de quatre molettes. Il reçoit deux skips de 13 t chacun et deux cages à quatre plateaux. Ce dispositif est mis en mouvement par deux machines d'extraction électriques ALSTHOM de 3800 cv équipées de poulie koepe. Deux ans plus tard, un lavoir moderne avec flottation de schlamms est installé sur le site.
En 1960, le siège Wendel pouvait extraire jusqu'à 10 000 tonnes quotidiennes de charbon avec un effectif de 5 000 mineurs.
Les 5 puits cesseront l'extraction les uns après les autres :
- Les puits Vuillemin 1 et 2 en 1962[9],[10].
- Les puits Wendel 1, 2 et 3 en 1989[11],[12],[13].

Le siège Wendel sera encore utilisé pour le service jusqu'à la fermeture définitive, le 31 mai 1991.

## Reconversion
Le chevalement du puits no 1 est démantelé en novembre 1990. Le chevalement du puits no 2 est épargné, c'est le plus ancien chevalement métallique du bassin et est classé aux monuments historiques en 1998.
Le puits Wendel no 3 est fermé en 2001.

### Chronologie du musée
- En 1985 est créé le Centre de Culture Scientifique, Technique et Industrielle du Bassin Houiller Lorrain (CCSTI). Il rassemble des particuliers, des associations de conservation du patrimoine ainsi des représentants de la DRAC[18].
- En 1988, les houillères confient le carreau Vuillemin-Wendel à la CCSTI[18].
- En 1991, est prise la décision de réaliser le musée sur cet emplacement[18].
- Depuis 1993, la rénovation des installations se fait petit à petit afin de permettre la visite du public[18].
- En 2006, le musée de la mine du carreau Wendel ouvre ses portes permettant de découvrir les galeries de l'intérieur, en immersion au sein de la mine[19]
- En 2012, une nouvelle partie du musée est ouverte, il s'agit du passage que les mineurs empruntaient de l'entrée sur les carreaux de la fosse à la descente dans le puits[20].
- Inauguré officiellement le 17 septembre 2012 en présence notamment du président de la région Lorraine, Jean-Pierre Masseret, de l'architecte dwpa, le musée Les Mineurs Wendel a ouvert ses portes au public depuis juillet 2012[21].

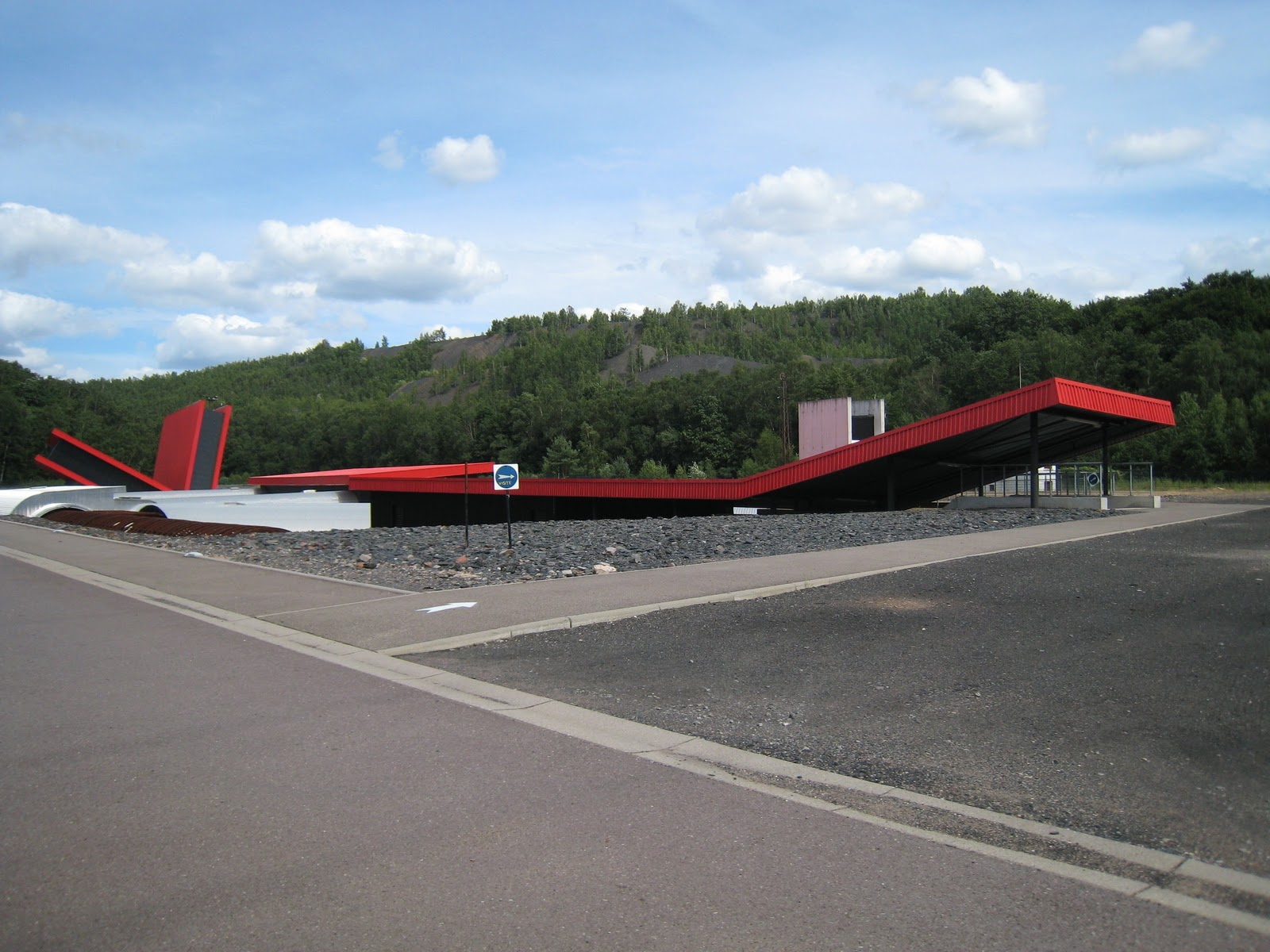
La structure moderne du musée.
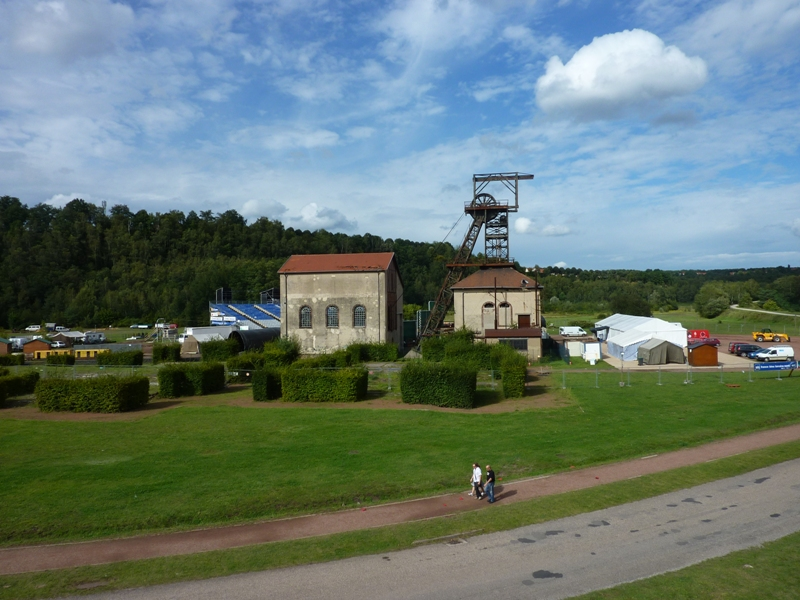
le puits Vuillemin 2.
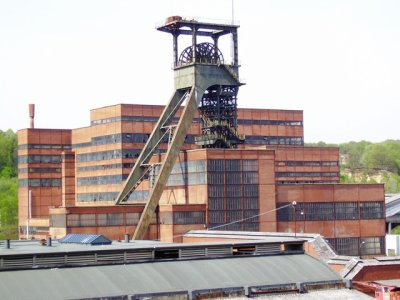
Le puits Wendel 3 et son lavoir.

### Tourisme
La mine, musée du carreau Wendel bénéficie du label officiel français Musée de France et fait partie du réseau des Grands Sites de Moselle.
Durant sept ans de 2005 à 2011, fin août, au pied du puits Vuillemin ont eu lieu les représentations du spectacle son et lumières Les Enfants du Charbon écrit par Sylvie Dervaux qui en assure également la mise en scène et la direction artistique. 300 figurants et techniciens bénévoles ont participé au montage et à l’interprétation des 27 tableaux du spectacle, servis par une technique impressionnante : projection d’images et de vidéos monumentales, lasers couleurs de grandes puissances, effets pyrotechniques et bruitages impressionnants. Cet évènement recevra ainsi plus de 100 000 spectateurs transfrontaliers attirant également un public d’autres régions de France .

### Exposition
Le Musée Les Mineurs Wendel présenta du 2 mai 2014 au 31 octobre 2014 une exposition consacrée aux jardins des mineurs de charbon en Lorraine intitulée 
« Du minéral au végétal, les jardins des mineurs de charbon ».
Le jardin occupait une place centrale dans le quotidien du mineur, pour se nourrir et se divertir après son travail. Les logements construits par les compagnies minières jusqu’au milieu du XXe siècle comportaient d’ailleurs systématiquement un jardin pour chaque famille. 
L’exposition présentera les différents types de jardins qui existèrent aux XIXe et XXe siècles dans le bassin houiller lorrain, et leurs fonctions. Elle mettra aussi en lumière les fruits et légumes qui y étaient cultivés et les recettes spécifiques réalisées à partir de ces aliments dans les familles de mineurs. Les compagnies minières mettaient également à disposition des directeurs et des ingénieurs, des jardiniers qui entretenaient leur parc et leur potager. Le quotidien et le rôle de ces jardiniers sera présenté. Enfin, l’exposition ouvrira les horizons, en s’intéressant à l’histoire des jardins ouvriers en Europe aux XIXe et XXe siècles.
Complément original et inattendu, cet événement sera accompagné par la reconstitution d’un jardin de mineur grandeur nature qui sera installé sur le Parc Explor Wendel du printemps à l’automne 2014. Il permettra aux visiteurs de découvrir les fruits et légumes cultivés au travers d’animations familiales et éducatives, à destination de tous les publics (ateliers jardinage, cuisine, etc.).

## Logos

Ancien logo du musée.
Logo actuel du musée.